# Jan Bernardin Skácel
Jan Bernardin Skácel (3. dubna 1884 Javoříčko na Moravě – 2. ledna 1959 Litoměřice) byl český katolický kněz, člen dominikánského řádu, vysokoškolský pedagog, teolog, filosof, publicista a zakladatel sekulárního institutu Dílo blažené Zdislavy.

## Život
Pocházel z rodiny učitele Jana Skácela a Anny, rozené Kadlecové, kde byl nejstarším z pěti sourozenců.
Protože jevil velké nadání ke studiu, studoval gymnázium v Olomouci. Pod vlivem tamějších dominikánů dozrálo jeho kněžské a řeholní povolání. V sedmnácti letech vstoupil do dominikánského noviciátu v Olomouci. Dne 20. srpna 1901 měl obláčku, při níž přijal řeholní jméno Bernardin (Sienský). První řeholní sliby složil 5. září 1902 v Olomouci.
Po dokončení studia na univerzitě v Olomouci studoval na univerzitě v Lovani v letech 1906–1909, kde dosáhl lektorátu teologie.
Na kněze byl vysvěcen 25. srpna 1907 v Olomouci.
V letech 1909 až 1911 pokračoval ve studiích filosofie ve švýcarském Fribourgu, kde dosáhl doktorátu filosofie a teologie.
Od roku 1913 přednášel filosofii a homiletiku na řádovém dominikánském učilišti v Olomouci. Za I. světové války působil jako vojenský polní kaplan na Ukrajině a na italské frontě.
Od roku 1914 byl redaktorem časopisu Růže dominikánská, který vycházel v letech 1887–1948. Po roce 1918 se stal redaktorem brněnského deníku Den. V roce 1936 se stal převorem znojemského dominikánského kláštera a také dosáhl hodnosti lektora - profesora filosofie a teologie na řádových dominikánských učilištích. Od roku 1940 byl spirituálem kněžského semináře v Českých Budějovicích. V Litoměřicích po II. světové válce založil spolu s MUDr. Marií Veselou sekulární institut Dílo blažené Zdislavy zvaný Zdislávky, který se v letech 1946–1948 zaměřoval na výchovu katechetek působících na farách a charitativní činnosti. Po Akci K, kdy byla státní mocí znemožněna veřejná řádová činnost, se po roce 1950 až do své smrti v roce 1959 tajně věnoval duchovní službě mezi dominikánkami v Litoměřicích a formaci kleriků.
Jeho pohřeb se konal z kostela sv. Jakuba v Litoměřicích 5. ledna 1959. Ostatky byly uloženy do řádového hrobu dominikánů na hřbitově v Litoměřicích.

## Dílo
Ve vědeckých pracích jako Základy vědecké filosofie z roku 1945 se odráží jeho novotomistický přístup.

### Časopisecké příspěvky
- Přirozený zákon, Poměr práva a spravedlnosti jednotlivce ke společnosti, Filosofická Revue (FR), 1935
- Zákon a mravnost, Filosofická Revue (FR), 1936
- Duševní pracovník dneška a katolický názor světový, Věda, filosofie a umění, Filosofická Revue (FR), 1939
- Velké množství příspěvků In: časopis Růže dominikánská